# Tade Matthias Spranger
Tade Matthias Spranger (* 6. Mai 1971 in Bonn) ist ein deutscher Jurist. Er ist außerplanmäßiger Professor an der Rechts- und Staatswissenschaftlichen Fakultät der Rheinischen Friedrich-Wilhelms-Universität Bonn, Rechtsanwalt bei RITTERSHAUS und Leiter des Centre for the Law of Life Sciences, einer interdisziplinäre Forschungsstelle am Institut für Öffentliches Recht der Rheinischen Friedrich-Wilhelms-Universität Bonn.

## Ausbildung
Tade M. Spranger studierte von 1990 bis 1995 Rechtswissenschaften an der Rheinischen Friedrich-Wilhelms-Universität und schloss das Studium mit dem ersten Staatsexamen im April 1995 ab. Im selben Jahr leistete Tade M. Spranger den Grundwehrdienst in Koblenz und Bonn ab. Daraufhin promovierte er bei Fritz Ossenbühl zum Dr. iur. Zeitgleich absolvierte er den juristischen Vorbereitungsdienst in Bonn und legte 1998 das zweite juristische Staatsexamen ab. Danach arbeitete er ab 1999 zunächst als wissenschaftlicher Mitarbeiter und ab 2000 als wissenschaftlicher Assistent am Institut für Öffentliches Recht der Rheinischen Friedrich-Wilhelms-Universität Bonn am Lehrstuhl von Matthias Herdegen. Zudem promovierte Tade M. Spranger im Jahr 2002 bei Armin A. Steinkamm an der Universität der Bundeswehr München zum Dr. rer. pol.
2002 nahm Spranger am Instituto des Estudos Avançados und an der Faculdade de Direito da Universidade de São Paulo die DAAD-Gastdozentur wahr. Hieran schloss sich in den Jahren 2004 bis 2005 eine Gastprofessur als Feodor-Lynen-Stipendiat der Alexander von Humboldt-Stiftung  an der University of Technology, Sydney an.
2008 habilitierte Spranger zum Thema Recht und Bioethik mit der gleichnamigen Habilitationsschrift. Ihm wurde die venia legendi für die Gebiete des Öffentlichen Rechts, des Europarechts, des Internationalen Wirtschaftsrechts und des Rechts der Biotechnologie verliehen. Seit 2014 ist Tade M. Spranger außerplanmäßiger Professor an der Rechts- und Staatswissenschaftlichen Fakultät der Rheinischen Friedrich-Wilhelms-Universität Bonn. Er unterrichtet zudem im LL.M.-Studiengang Medizinrecht an der Heinrich-Heine-Universität Düsseldorf.

## Akademische Tätigkeit
Tade M. Spranger ist an einer Reihe von Forschungsprojekten beteiligt. Zudem ist er in herausgebender und redaktioneller Funktion an diversen Fachbüchern und -zeitschriften beteiligt. Seine Tätigkeitsschwerpunkte sind das Gentechnik-, Biomedizin-, Europa- und Staatsrecht. Dabei befasst er sich vornehmlich mit der Stammzellforschung, der genetischen Diagnostik, dem Biobanking, den Neurowissenschaften und der Nanotechnologie.
Aktuell (Stand: Januar 2024) ist Tade M. Spranger an den interdisziplinären EU-Verbundprojekten iRECs und CHANGER beteiligt. Zudem ist er Leiter des rechtlichen Teilprojekts des BMBF-geförderten Projekts PRACC. Weitere aktuelle Projekte betreffen Fragestellungen im Bereich der Neurowissenschaften und des Tierversuchsrechts.

### (Mit-)Herausgeberschaften
Tade M. Spranger ist Mitherausgeber des Heidelberger Kommentars zum Biotechnologierecht. Er ist Mitglied des Editorial Boards der Zeitschrift für medizinische Ethik (ZfmE) und der International Chemical Regulatory and Law Review (ICRL). Zudem ist er International Associate Editor des Journal of Bioethical Inquiry.

### Mitgliedschaften
Zum 1. Juli 2025 wurde Tade M. Spranger zum Mitglied der Spezialisierten Ethik-Kommission für besondere Verfahren nach § 41c AMG berufen. Aktuell ist er außerdem Mitglied der Ethikkommission der Medizinischen Fakultät der Rheinischen Friedrich-Wilhelms-Universität sowie der Ethisch-rechtlich-sozialwissenschaftlichen Arbeitsgemeinschaft des Kompetenznetzwerks Stammzellforschung NRW. Zudem ist er beratend für die Europäische Kommission, die UNESCO, die Bundesregierung und verschiedene Landesregierungen tätig.
Er ist darüber hinaus Mitglied verschiedener wissenschaftlicher Vereinigungen, wie der Vereinigung der Deutschen Staatsrechtslehrer, der Deutsche Gesellschaft für Wehrrecht und Humanitäres Völkerrecht und der Landestierschutzkommission NRW sowie Gründungsmitglied der European Association for Neuroscience and Law. 
Von 2015 bis 2018 war Tade M. Spranger Mitglied des Ethics Adviroy Board des Human Brain Project.

## Preise und Auszeichnungen
- 2000: Auszeichnung der rechtswissenschaftlichen Dissertation durch die Stiftung der deutschen Städte, Gemeinden und Kreise zur Förderung der Kommunalwissenschaften in Verbindung mit der Carl und Anneliese Goerdeler-Stiftung
- 2004: Feodor Lynen-Stipendium der Alexander von Humboldt-Stiftung
- 2011: Fakultätspreis für hervorragende Leistungen in der Lehre im Bereich des Öffentlichen Rechts

## Belege
1. ↑  RITTERSHAUS: Prof. Dr. Dr. Tade M. Spranger: Counsel bei RITTERSHAUS. In: RITTERSHAUS. Abgerufen am 26. Januar 2024.
2. ↑  Prof. Dr. iur. Dr. rer. pol. Tade M. Spranger am Centre for the Law of Life Sciences. In: Rechts- und Staatswissenschaftliche Fakultät. 1. Januar 2024, abgerufen am 26. Januar 2024.
3. ↑  Tade M. Spranger: Recht und Bioethik. In: Jus Publicum. Band 190. Mohr Siebeck, Tübingen 2010, ISBN 978-3-16-150328-3.
4. ↑  Lehrstuhlwebseite von Tade M. Spranger. Rechts- und Staatswissenschaftliche Fakultät, 1. Januar 2024, abgerufen am 26. Januar 2024.
5. ↑  iRECS. Abgerufen am 26. Januar 2024.
6. ↑  PRACC. Abgerufen am 26. Januar 2024.
7. ↑  Überblick aktuell laufender Projekte am CLLS. Abgerufen am 26. Januar 2024.
8. ↑  Hans-Georg Dederer, Matthias Herdegen, Christoph Palme, Tade Matthias Spranger (Hrsg.): Biotechnologierecht. C.F. Müller, Karlsruhe 2023, ISBN 978-3-8114-6050-8.
9. ↑  Zeitschrift für medizinische Ethik (ZfmE). Brill | mentis, Münster.
10. ↑  International Chemical Regulatory and Law Review. lexxion, Berlin.
11. ↑  Journal of Bioethical Inquiry. Springer, Berlin/Heidelberg.
12. ↑  BfArM: Spezialisierte Ethik-Kommission für besondere Verfahren nach § 41c AMG. Abgerufen am 19. März 2025.
13. ↑  BfArM: Mitglieder der Spezialisierten Ethik-Kommission für besondere Verfahren. Abgerufen am 19. März 2025.

| Personendaten    | Personendaten           |
| ---------------- | ----------------------- |
| NAME             | Spranger, Tade Matthias |
| KURZBESCHREIBUNG | deutscher Jurist        |
| GEBURTSDATUM     | 6. Mai 1971             |
| GEBURTSORT       | Bonn                    |